# ¿Cuánto sabe usted?
¿Cuánto sabe usted? era un programa de televisión chileno emitido entre 1966 y 1980 por el Canal 9 de la Universidad de Chile. Era un concurso televisivo de no más de 8 minutos de duración, y que era auspiciado por la casa comercial Internach, ubicada en la calle Ahumada en Santiago de Chile.
El programa era presentado por Justo Camacho —siendo reemplazado en ocasiones por Mario Pesce—, y consistía en un breve concurso de preguntas y respuestas relacionados con diversos objetos de uso cotidiano. En su primer año, ¿Cuánto sabe usted? era emitido de lunes a sábado entre 20:40 y 21:00 (hora local). Durante los años 70, el programa era emitido generalmente antes del informativo central (Nuevediario, TeleU y Visión noticiosa).
¿Cuánto sabe usted? fue uno de los pocos programas de Canal 9 que continuó su emisión regular tras el Golpe de Estado del 11 de septiembre de 1973 debido a que durante la toma de Canal 9 en 1973 el programa se trasladó al Canal 6, creado por la Universidad de Chile para continuar sus transmisiones. La última emisión del concurso se realizó en 1980, a cargo del locutor Gastón Binout Navarrete, en el momento en que se iniciaría la transición de la frecuencia 9 a la 11, para convertirse en Teleonce en abril del mismo año.